# 1-Brom-2-fluor-4-iodbenzol
1-Brom-2-fluor-4-iodbenzol ist eine chemische Verbindung, die sich vom Benzol ableitet.

## Gewinnung und Darstellung
1-Brom-2-fluor-4-iodbenzol wurde erstmals 1990 von G. W. Gray et al. synthetisiert. Das Edukt 4-Brom-3-fluoranilin wurde dazu diazotiert und einer Sandmeyer-Reaktion unterworfen.

## Eigenschaften
Der Octanol-Wasser-Verteilungskoeffizient von 1-Brom-2-fluor-4-iodbenzol beträgt {\textstyle \log P_{\mathrm {ow} }=3{,}305}.